# Seznam slovenskih novinarjev
Seznam slovenskih novinarjev.

## A
- Lojze Abram
- Mario Abram
- Louis Adamič
- Ivan Ahčin?
- Bojan Ajdič
- Vladimir Ajdič - Panda
- Zemira Alajbegović
- Matjaž Albreht
- Roman Albreht
- Jakob Alešovec
- Miran Ališič
- Oton Ambrož
- Lado Ambrožič (*1947)
- Leon Andrejka
- Anita Andrenšek
- Gašper Andrinek
- Ivanka Anžič Klemenčič
- Boštjan Anžin
- Jure Apih
- Robert Apollonio
- Valentin Areh
- Albin Arko
- Alenka Arko
- Jelena Aščič
- Alenka Auersperger
- Vito Avguštin
- Branko Avsenak

## B
- Mateja Babič Stermecki
- Ria Bačer
- Ivo Bajec
- Adrijan Bakič
- (Zorana Baković)
- Drago Balažič
- Nenad Baloh
- Bogdan Barovič
- Iztok Bartolj
- Lovro Baš
- Elen Batista Štader
- Ettore Battelli
- Roberto Battelli
- Marjan Bauer
- Rado Bednařik
- Boštjan Belčič
- Niko Belopavlovič
- Dušan Benko
- Irma Benko
- Lojze Berce (1898-1995)
- Boris Bergant - Piki
- Evgen Bergant - Kuki
- Igor E. Bergant
- Metod Berlec
- Vlasta Bernard
- Dušan Berne
- Jolanda Bertole
- Mateja Bertoncelj
- Gojko Bervar
- Vine Bešter
- Slavko Beznik
- Jože Biščak
- Vanja Brkić
- Ljerka Bizilj
- France Blatnik
- Mitja Blažič
- Viktor Blažič
- Janez Bleiweis
- Slavko Bobovnik
- Jakob (Jaka) Bogataj
- Leopoldina Bogataj
- Mirko Bogataj (novinar)
- Robert Bogataj
- Franc Bole
- Tanja Borčić Bernard
- Božidar Borko
- Božo Borštnik
- Pavle Borštnik
- Dragica Bošnjak
- Anže Božič
- Bogdan Božič
- Franci Božič
- Kristina Božič
- Milan Božič
- Rastko Bradaškja
- Ciril Brajer
- Katarina Braniselj
- Jure Brankovič
- Vasja Bratina
- Karel Bratuša
- Marija Brecelj
- Martin Brecelj
- Ilija Bregar
- Marjan Bregar
- Irena Brejc
- Aldo Bressan
- Peter Breščak
- Bojan Brezigar
- Nataša Briški
- Jožica Brodarič
- Matjaž Brojan
- Andrej Brstovšek
- Miha Brun
- Albin Bubnič
- Alojz Budin
- Bojan Budja
- Drago Bulc
- Vesna Burnik

## C
- Vlasta Cah Žerovnik
- Sergij (Sergio) Canciani (Kocjančič)
- Eugenija Carl
- Danijel Cek
- Tomaž Celestina
- Miro Cencič
- Viktor Cenčič
- Bogdan Cepuder
- Marja Cerkovnik
- Edita Cetinski Malnar
- Rado Cilenšek
- Boris Cipot
- Tina Cipot
- Primož Cirman
- Vekoslav Cizel
- Mitja Cjuha
- Peter Colnar
- Sekumady Conde
- Makso Cotič
- Marko Crnkovič
- Janez Cundrič
- France Cvenkel

## Č
- Marko Čadež
- Rok Čakš
- Marica Čepe
- Mirko Čepič
- Urška Čerče
- Dušan Černe
- Moni Černe
- Vojko Černelč
- Boris Černi
- Boris Čibej
- Jure Čokl
- Vanessa Čokl
- Sandi Čolnik
- Borut Čontala
- Drago Čop
- Marko Čubej
- Janez Čuček
- Jože Čuješ
- Marij Čuk
- Jože Čurin

## D
- Renata Dacinger
- Josip Debeljak
- Boštjan Debevec
- Janez Debevec
- Jim Debevec
- Borko De Corti
- Luka Dekleva
- Jože Dekleva
- Mojca Delač
- Anuška Delić
- Jernej Demšar (novinar)
- Matija Dermastia
- Daniel Devetak
- Igor Devetak
- Aleksandra Dežman
- Mario Dežman
- Vito Divac
- Lilijana Djerić
- Blanka Doberšek
- Tit Doberšek
- Nevenka Dobljekar
- Romana Dobnikar Šeruga
- Alojz Dobravec
- Mira Dobravec
- Slavko Dokl
- Žan Dolajš
- Ivan Dolenc
- Ksaver Dolenc
- Marjan Dolgan
- Erik Dolhar
- Poljanka Dolhar
- Dušan Dolinar
- Rajko Dolinšek
- Boris Dolničar
- Marjan Dora
- Peter Dornik
- Jožica Dorniž
- Franci Dovč
- Mojca Drčar Murko
- Meta Dragolič
- Joseph (Joe) Drašler
- Franc Drenovec
- Borut Drinovec
- Slavko Drlje
- Barbra Drnač
- Gregor Drnovšek
- Marijan Drobež
- Mojca Dumančič
- Andrej Dvoršak[1]

## E
- Vili Einspieler
- Anton Ekar
- Nuša Ekar
- Jaka Elikan
- Živa Emeršič
- Sergej Epih
- Fran Erjavec
- Zdravko Erjavec
- Aleš Ernecl
- Matjaž Erznožnik
- Uroš Esih

## F
- France Fajdiga
- Zdenko Fajdiga
- Simona Fajfar
- Bogdan Fajon
- Tanja Fajon
- Lucija Fatur
- Špela Ferlin
- Damir Feigel
- Vlasta Felc
- Duša Ferjančič
- Franka Ferletič (por. Černic)
- Zdenko Ferletič
- Irma Ferlinc Guzelj
- Irena Ferluga
- Katarina Fidermuc
- Franc Fideršek
- Polona Fijavž
- Milan Filipčič
- France Filipič
- Vlado Firm
- Vojko Flegar
- Irma Flis
- Dragan Flisar
- Helena Florenin Pasinato
- Elio Fornazarič
- Tone Fornezzi - Tof
- France Forstnerič
- Melita Forstnerič Hajnšek
- Dušan Fortič
- Marja (Gabrijela) Fortič
- Marjan Fortin
- Peter Frankl
- Alenka Frantar
- Slavko Fras
- Damjan Franz
- Karel Franz
- Polona Frelih
- Sandi Frelih
- Marinka Fritz Kunc
- Stane Fugina
- Aljoša Furlan
- Anton (Nino) Furlan
- Dušan Furlan
- Eva Furlan
- Nejc Furlan

## G
- Ante Gaber
- Vinko Gaberc
- Andrej Gabršček
- Siniša Gačić
- Vaso Gasar
- Adriana Gašpar
- Jelo Gašperšič
- Jožica Gerden
- Tomaž Gerden
- Ivan Gerenčer
- Rajko Gerič
- Slavko Gerič
- France Gerželj
- Oto Giacomelli
- Edo Glavič
- Nenad Glücks
- Tanja Gobec
- Stanka Godnič
- Roger Gogala
- Viljem Gogala
- Januš Golec
- Jože (Jojo) Golec
- Rudolf Golouh
- Marko Golja
- Milan Golob (1937-2023)
- Srečko Golob
- Tadej Golob
- Vlado Golob?
- Žarko Golob
- Andraž Gombač
- Marsel Gomboc
- Barbara Goričar
- Ada Gorjup
- Mitja Gorjup
- Vida Gorjup Posinković
- Natalija Gorščak
- Tone Gošnik
- Igor Gošte
- Karel Grabeljšek
- Boris Grabnar
- Barbara Gradič Oset
- Matija Grah
- Stane Grah
- Helena Grandovec
- Dušan Grča
- Marko Gregorc
- Lavoslav Gregoréc
- Jožica Grgič
- Janez Gril
- Sonja Grizila
- Bojan Grobovšek
- Nace Grom
- Izidor Grošelj
- Darja Groznik
- Barbara Gruden
- Igor Gruden
- Vili Guček
- Aleš Gulič
- Andrej Gustinčič
- Jurij Gustinčič
- Gustav Guzej
- Tine Guzej
- Igor Guzelj

## H
- Lipe Haderlap
- Janko Hafner
- Maja Hajdinjak
- Primož Hieng
- Ervin Hladnik Milharčič
- Albert Hlebec
- Barbara Hočevar
- Borut Hočevar
- Pavla Hočevar
- Tone Hočevar
- Arne Hodalič
- Andrej Hofer
- Karel Holec
- Jože Horvat
- Ksenija Horvat
- Marjan Horvat (novinar)
- Urban Horvat
- Majda Hostnik
- Danila Hradil Kuplen
- Mateja Hrastar
- Lidija Hren
- Dušan Hreščak
- Vida Hreščak
- Drago Hribar
- Jožica Hribar
- Jože Hudeček
- Beno Hvala

## I
- Dejan Ipavec
- Janja Intihar
- Ivo Ivačič
- Stane Ivanc
- Jaka Ivančič
- Miloš Ivančič
- Just Ivanovič
- Andrej Ivanuša
- Milena Ivanuša
- Ranka Ivelja
- Tomislav Ivič
- Urša Izgoršek

## J
- Zdenka Jagarinec
- Vasja Jager
- Vili Jager
- Jože Jagodnik
- Tanja Jaklič
- Miloš Jakopec
- Kaja Jakopič
- Lojze Jakopič
- Pavle Jakopič
- Ljuban Jakše
- Tone Jakše
- Jasmina Jamnik
- Milica Jan
- Borut Janc
- Peter Jančič
- (Zlatko Jančič)
- Boštjan Janežič
- Diana Janežič
- Manica Janežič Ambrožič
- Rado Janežič
- Tone Janežič
- Rudi Janhuba
- Petra Janša
- Venčeslav Japelj
- Aleksander - Saša Jarc
- Frančišek Jarc
- Vlado Jarc
- Franček Jauk
- Boris Jaušovec
- Aleksander Javornik
- Lojze Javornik
- Marjan Javornik
- Mirko Javornik
- Sonja Javornik
- Erika Jazbar
- Ezio Jazbec
- Bernarda Jeklin
- Iztok Jelačin
- Adolf Jelen
- Amalija Jelen Mikša
- Dušan Jelinčič
- Nejc Jemec
- Miha Jenko
- Marko Jenšterle
- France Jeras
- Gregor Jereb
- Brigita Jeretina
- Slavko Jerič
- Zoran Jerin
- Saša Jerkovič
- Marjan Jerman
- Matic Jerman
- Barb(a)ra Jerman(n)
- Dragotin Jesenko
- Vlasta Jeseničnik
- Gabrijel Jesenšek
- Ivo Jevnikar
- Jerneja Jevševar
- Franc Jeza
- Boris Jež
- Jedrt Jež Furlan
- Slavko Jež?
- Ivan Jontez
- Mateja Jordan
- Irena Joveva
- Ana Jud
- Aleksandra Jug
- Urša Jurak Kuzman
- Iztok Jurančič
- Boštjan Jurečič
- Ruda Jurčec
- Josip Jurčič
- Matjaž Juren
- Aurelio Juri
- Evgen Jurič
- Marko Jurič
- Nevenka Jurič
- Igor Jurič
- Majda Juvan

## K
- Janko Kač
- Alexandre Kadunc
- Janez Kajzer
- Rok Kajzer
- Mija Kalan
- Dušan Kalc
- Grega Kališnik
- Primož Kališnik
- Štefan Kališnik
- Dejan Kaloh
- Peter Kancler
- Črt Kanoni
- Lojze Kante
- Dejan Karba
- Aleš Kardelj
- Bojan Kardelj
- Alex Kardoš
- Andrej Karoli
- Brane Kastelic
- Lovro Kastelic
- Jože Kaučič
- Peter Kavalar
- Bojan Kavčič
- Ciril Kavčič (1924-2019)
- Lucija Kavčič
- Srečko Kavčič
- Leopold Kemperle
- Marjan Kemperle
- Vladimir Kenda
- Damjana Kenda Hussu
- Petra Kerčmar
- Maruša Kerec
- Nikolaj Keuc Balashov
- Marjeta Keršič Svetel
- Ladislav Kiauta
- Darinka Kladnik
- Rok Klančnik
- Darko Klarič
- Rudi Klarič
- Janja Klasinc
- Tugo Klasinc
- Marjeta Klemenc
- Drago Klemenčič
- Aleksandra Klinar
- Miha Klinar
- Slavko Klinar
- Otmar Klipšteter (1933-2015)
- Tomaž Klipšteter
- Jože Kloboves
- Marija Kmet
- Gregor Knafelc
- Majda Knap
- Bojana Knez
- Andrew Kobal
- Jana Kobal
- Diana Kobler Škoberne
- Darja Kocbek
- Aleš Kocjan
- Miro(slav) Kocjan
- Vida Kocjan
- Karlo Kocjančič
- Vladimir Kocjančič
- Helena Kocmur
- Stane Kocutar
- Ines Kočar
- Helena Koder
- Petra Kodra
- Zdenko Kodrič
- Ida Kogej
- Vojko Kogej
- Karmen Kogoj Ogris
- Boštjan Kogovšek
- Peter Kolšek
- Nina Komparič
- Jan Konečnik
- Jan Konečnik
- Viktor Konjar
- Jasna Kontler Salomon
- Jak Koprivc
- Dragica Korade
- Ignac Koprivec
- Aleksander Koren
- France Koren
- Janja Koren
- Jože Koren
- Miran Koren
- Vinko Korent
- Ivo Kores
- Darja Korez-Korenčan
- Antiša Korljan
- Ivan Korošec
- Janez Korošec (novinar)
- Lojze Kos
- Marjan Kos (1929-2024)
- Marta Kos
- Petra Kos Gnamuš
- Suzana Kos
- Tjaša Kos
- Josip Kosovel
- Klemen Košak
- Darijan Košir
- Fani Košir
- Jože Košir
- Maks Košir
- Manca Košir
- Mitja Košir
- Drago Košmrlj
- Jože Košnjek
- Sergeja Kotnik Zavrl
- Božo Kovač
- Dejan Kovač
- Ludvik Kovač
- Stanislav Kovač
- Vanja Kovač
- Ingrid Kovač Brus
- Hermina Kovačič
- Janez Kovačič
- Breda Kovič
- Luka Kovič
- Petra Kovič
- Željko Kozinc
- Radovan Kozmos
- Lojze Kožar
- Špela Kožar
- Boris Kralj (novinar)
- Drago Kralj
- Dušan Kralj
- Marjan Kralj
- Tina Kralj
- Bojan Krajnc
- Ivan Krajnc
- Cene Kranjc
- Janez Kranjc
- Janez Kramberger
- Nataša Kramberger
- Albert Kramer
- Barbara Kramžar
- Cene Kranjc
- Janez Kranjec
- Mankica Kranjec
- Matjaž Kranjec
- Miško Kranjec
- Milan Krapež
- Jure Krašovec
- Tone Krašovec
- Zlata Krašovec
- Egon Kraus
- Andrej Krbavčič
- Jela Krečič
- Mitja Kreft
- Vlado Krejač
- France Kremžar
- Leo Kremžar
- Tanja Kremžar
- Rudolf Kresal
- Meta Krese
- Nejc Krevs
- Anton Cvetko Kristan
- Etbin Kristan
- Jurij Kristan
- Tina Kristan
- Marijan Krišelj
- Urška Krišelj Grubar
- Franjo Krivec
- Vlajko Krivokapić
- Mirjana Križman
- Silva Križman
- Jožko Krošelj
- Jasna Krljić Vreg
- Marta Krpič
- Milan Krsnik
- Igor Kršinar
- Slavko Krušnik
- Zvone Kržišnik
- Tomaž Kšela
- Lenart J. Kučić
- Alojzij Kuhar
- Avgust Kuhar
- Peter Kuhar
- Štefan Kuhar
- Števan Kühar
- Roman Kukovič
- Ivo Kuljaj
- Franc Saleški Kulovec
- Ines Kumalić
- Mojca Kumerdej
- (Boris Kuret?)
- Dušan Kuret
- Naim Kurt
- Ivan Kušar
- Jože Kušar
- Rok Kušlan
- Boris Kutin
- Štefan Kutoš
- Rok Kužel
- Ambrož Kvartič
- Slavko Kvas

## L
- Tadej Labernik
- Dejan Ladika
- Duška Lah
- Ivan Lah
- Marjan Lah
- Florijan Laimiš
- Tom(až) Lajevec
- Boštjan Lajovic
- Janja Lakner Anžin
- Miha Lampreht
- Lojze Lampret
- Tadeja Lampret
- Ivo Lapajne
- Niko Lapajne
- Drago Lavrenčič
- Blaž Lavrič
- Nada Lavrič
- Katarina Lavš Mejač
- Dragomir Legiša
- Ženja Leiler
- Marjan Lekše
- Stane Lenardič
- Katja Lenart
- Jule Lenassi
- Ladislav Lesar
- Miran Lesjak
- Petra Lesjak Tušek
- Bojana Leskovar
- Pavel Leskovec
- Alenka Leskovic
- Urška Leskovšek
- Tanja Lesničar Pučko
- Andreja Lešnik
- Zoran Lešnik
- Robert Levstek
- Vladimir Levstik
- Peter Likar
- Teo Lipicer (st./ml.)
- Margita Lipnik
- Milan Lipovec
- Vinko Lipovec
- Uroš Lipušček
- Boris Ljubič
- Špela Lobe
- Srečko Logar (novinar)
- Janez Lombergar
- Jure Longyka
- Glorija Lorenci
- Janko Lorenci
- Mirko Lorenci - Loj
- Suzana Lovec
- Zdenka Lovec
- Kristina Lovrenčič
- Aleksander Lucu
- Jaka Lucu
- Tina Lucu
- Neva Lukeš
- Vojislav Lukić

## M
- Miloš Macarol
- France Magajna
- Leon Magdalenc
- Marjan Maher
- Ante Mahkota
- Uroš Mahkovec
- Metka Majer
- Branko Maksimovič
- Dorica Makuc
- Domen Mal
- Nela Malečkar
- Aleš Malerič
- Patricija Maličev
- Boris Maljevac
- Miroslav Malovrh
- Metka Majer
- Tino Mamić
- Darko Marin
- Marko Marion
- Vesna Marinčič
- Milan Markelj
- Janez Markeš
- Tatjana Markošek
- Nataša Markovič
- Urša Marn
- Saša Martelanc
- Tomo Martelanc
- Vladimir Martelanc
- Zvezdan Martič
- Mitja Marussig
- Drago Marušič
- Brane Maselj
- Božo Mašanovič
- Katarina Matejčič
- Silvo Matelič
- Zdenko Matoz
- Mojca Mavec
- Milan Maver
- Franjo Mavrič
- Tita Mayer
- Robert Mecilošek
- Milan Meden
- Drago Medved
- Rudi Medved
- Zoran Medved
- Marko Medvešek
- Maja Megla
- Borut Mekina
- Igor Mekina
- Milan Merčun (1926-2019)
- Franc Merkač
- Ivan Merlak
- Ivan Merljak
- Sonja Merljak Zdovc
- Peter Merše
- Mitja Meršol
- Borut Meško
- Domen Mezeg
- Maruša Mihelčič
- Andrej Miholič
- Miloš Mikeln
- Vesna Milek
- Dare Milič
- Danilo Milič
- Helena Milinković
- Franc Milošič
- Drago Mislej - Mef
- Irene Mislej
- Tone Mizerit
- Jelka Mlakar
- Lev Modic
- Georg Mohr
- Fanči Moljk
- Miša Molk
- Miha Moškerc
- Marjan Moškon
- Miriam Možgan
- Jože Možina
- Andrej Mrak
- Boris Mrak
- Jani Muhič
- Francek Mukič
- Ivanka Mulec-Ploj
- Ana Müllner
- Mirko Munda
- Natalija Muršič
- Mirjam Muženič

## N
- Marica Nadlišek
- Marija Namorš
- Janja Napast
- Branimir Nešović
- Bernard Nežmah
- Srečko Niedorfer
- Svetislav Nikolić
- Dušan Nograšek
- Bogdan Novak
- Andrej Novak
- Jan Novak
- Jaro Novak
- Maja Novak
- Marjeta Novak Kajzer
- Špela Novak
- Vilko Novak ml. - Čipči
- Nace Novak
- Stanislav Novak
- Vojko Novak
- Janja Novoselec
- France Novšak

## O
- Miha Obit
- Sabina Obolnar
- Goran Obrez
- Rajko Ocepek
- Blaž Ogorevc
- Miran Ogrin
- Horst Ogris
- Nina Orel
- Meta Ornik
- Bogdan Osolnik
- Vlado Ostrouška, Irena O.
- Denis Oštir
- Breda Ozim
- Rudolf Ozim

## P
- Andrej Pagon - Ogarev
- Božidar Pahor
- Breda Pahor
- Zarja Pahor
- Janko Pajk
- Lidija Pak Horvat
- Rossana Paliaga
- Srečko Panič
- Slava Partlič
- Aco Pasternjak
- Darko Pašek
- Irena Pavlič
- Martin Pavlič
- Mile Pavlin
- Miran Pavlin (1920-2008)
- Franci Pavšer (st./ml.)
- Gregor Pavšič
- Vladimir Pavšič
- Bojan Peček
- Marko Pečauer
- Drago Pečko
- Otmar Pečko
- Rade Pečnik
- Daša Pelhan
- Aljaž Pengov Bitenc
- Jure Pengov
- Nadja Pengov
- Just Perat
- Franci Perčič
- Vladimir Perhavec
- Suzana Perman
- Tomaž Perovič
- Saša Perpar
- Ivo Peršuh
- Aljuš Pertinač
- Rosvita Pesek
- Samo Petančič
- Urška Petaros
- Saša Petejan
- Jože Petek
- Miro Petek
- Franci Petrič
- Jožef Petrič
- Ernest Petrin
- Jože Petrovčič (novinar)
- Vida Petrovčič
- Janko Petrovec
- Danica Petrovič
- Slavko Pezdir
- Brane Piano
- Renata Picej
- Ivan Pintar (prevajalec)
- Rok Pintar
- Ciril Pirc
- Franjo Pirc
- Helena Pirc
- Louis Pirc
- Tatjana Pirc
- Vanja Pirc
- Nataša Pirc Musar
- Joško Pirnar
- Igor Pirkovič
- Janez Pirš
- Aleksandra Pivec?
- Polona Pivec
- Franja Pižmoht
- Miha Plementaš
- Bogdan Pleša
- Jože Plešnar
- Tom Pleterski
- Vojko Plevelj
- Milan Plut
- Miro Poč
- Aleš Podbrežnik
- Franc Podgornik
- Giuseppe Podgornik
- Jovita Podgornik
- Božo Podkrajšek
- Mimi Podkrižnik
- Branko Podobnik
- Nejko Podobnik
- Bogdan Pogačnik
- Bogi Pogačnik (1947-1998)
- Milan Pogačnik (novinar)
- Rok Pogelšek
- Jože Poglajen
- Lado Pohar
- Jože Pojbič
- Nikolaj Polak
- Melita Poler Kovačič
- Veda Ponikvar
- Ilja Popit
- Jurij Popov
- Robert Poredoš
- Pia Porenta
- Zoran Potič
- Alenka Potočnik
- Peter Potočnik
- Lidija Potrč
- Marko Potrč
- Matej Povše
- Andrej Poznič
- Bojan Požar
- Matej Praprotnik
- Rok Praprotnik
- Gregor Preac
- Izidor Predan
- Milan Predan
- Špela Predan
- (Vasja Predan)
- Helena Premrl
- Sergij Premru
- Iztok Presl
- Brane Prestor
- Jože Prešeren (1939)
- Milica Prešeren
- Igor Prešern
- Mitja Prešern
- Bogi Pretnar Kozinc
- Maja Prijatelj Videmšek
- Urša Violeta Prosenjak
- Marko Prpić?
- ? Pucer
- Edi Pucer
- Stane Pučko
- Avgust Pudgar
- Alenka Puhar
- Helena Puhar
- Ivko Pustišek
- Rasto Pustoslemšek
- Dejan Pušenjak

## R
- Rado Radešček ("Borko Furlan")
- Klemen Radetič
- Rajko Ranfl
- Aleksander Rant
- Maja Ratej
- Olga Ratej
- Davorin Ravljen
- Nada Ravter
- Marta Razboršek
- Marjan Raztresen
- Slavko Rebec
- Jadranka Rebernik
- Aljoša Rehar
- Radivoj Rehar
- Miha Remec
- Marjan Remic
- Mišo Renko
- Grega Repovž
- Mija Repovž
- Nataša Repovž
- Nika Repovž
- Laura Resnik
- Ante Ribič
- Adolf Ribnikar
- Bojan Ribnikar
- Vladislav Ribnikar star./ml. (slov.-srb.)
- Nataša Rijavec Bartha
- Niko Robavs
- Bogdan (Dane) Robida
- Dušan Rogelj
- Marjan Rogelj
- Silvestra Rogelj Petrič
- Meta Roglič
- Boris Rosina
- Andrej Rot
- Roman Rozina
- Branko Rozman
- Andraž Rožman
- Marko Rožman
- Aleksander Saša Rudolf
- Ivan Rudolf
- Bruno Rupel
- Anton Rupnik
- Božidar (Božo) Rustja
- Drago Rustja
- Ernest Ružič
- Dušan Rybář

## S
- Karin Sabadin
- Bogo Sajovic
- Bogdan Sajovic
- Kaja Sajovic
- Bogo Samsa
- Kristijan Sande
- Janko Sarađen
- Miran Sattler
- Silvano Sau
- Franci Savenc
- Domen Savič
- Igor Savič?
- Dušan Savnik
- Sašo Schrott
- Ernest Sečen
- Stane Sedlak
- Alma Sedlar
- Marjan Sedmak
- Franjo Sekolec
- Drago Seliger
- Branko Senica - Bonči
- Zoran Senković
- France Seunig
- Jani Sever
- Jelka Sežun
- Miro Simčič
- Veseljko Simonović
- Danica Simšič
- Sandi Sitar
- Ivan Sivec
- Alenka Sivka
- Bogomir Skaberne (1903-39)
- Dušan Skok
- Petra Skrivarnik
- Marjan Skumavc
- Damijan Slabe
- Uroš Slak
- Niko Slana
- Karel Slanc
- Danilo Slivnik
- Jože Slodnjak
- France Slokan
- Jaka Slokan
- Marjan Slokar
- Tjaša Slokar Kos
- Lojze Smasek?
- Štefan Smej
- Rudolf Smersu
- Jože Smole
- Marjeta Smolnikar
- Tone Smolnikar
- Aleš Smrekar (novinar)
- Dušan Snoj
- Jože Snoj
- Branko Soban
- Ludvik Sočič
- Maja Sodja
- Branko Sosič
- Nataša Sosič
- Jože Splichal
- Urša Splichal
- Tomaž Sršen
- Ciril Stani
- Janez Stanič
- Stane Stanič
- Aca Stanovnik Semič
- Vid Stanovnik
- Vida Stanovnik-Škodnik
- Vilma Stanovnik
- Špela Stare
- Tanja Starič
- Dejan Steinbuch
- Matija Stepišnik
- Jadran Sterle
- Veso Stojanov
- Andrej Stopar
- Mirko Strehovec
- Franci Stres
- Franci Strle
- David Stropnik
- Lavoslav Struna
- Gorazd Suhadolnik
- Breda Susič
- Jožef Sušnik
- Stane Sušnik
- Janko Svetina
- Luka Svetina

## Š
- Zmagoslav Šalamun
- Miha Šalehar
- Andrej Šavko
- Franc Šebjanič
- Franc Serafin Šegula?
- Milan Šega
- Pavle Šegula (novinar)
- Vladimir Baltazar Šenk
- Željko Šepetavc
- Katja Šeruga
- Zvone Šeruga
- Franc Šetinc
- Lenart Šetinc
- Mile Šetinc
- Mojca P. Šetinc
- Zlatko Šetinc
- Marko Šidjanin?
- Črtomir Šinkovec
- Ivan Šinkovec
- Špela Šipek
- Majda Širca
- Jože Šircelj
- Mojca Širok
- Metka Šišernik (-Volčič)
- Tjaša Škamperle
- Robert Škrjanc
- Uroš Škerl Kramberger
- Boža Škoberne
- Ludvik (Luka) Škoberne
- Valerija Škof (gluha)
- Stane Škrabar
- Mija Škrabec Arbanas
- Robert Škrlj
- Vlado Šlamberger
- Jernej Šmajdek
- Djuro Šmicberger
- Sonja Šmuc
- Milenko Šober
- Branko Šömen
- Janko Šopar
- Uroš Šoštarič
- Milan Šparovec
- Jelki Šprogar
- Franc Šrimpf
- Marjan Šrimpf
- Srečko Šrot
- Aleks Štakul
- Miha Štamcar
- Ivo Štandeker
- Irena Štaudohar
- Miro Štebe
- Marcel Štefančič
- Bogomir Štefanič
- Ivan Štefe
- Nataša Štefe
- Breda Štivan Bonča
- Katja Štok
- Zora Štok
- Slavoljub Štoka
- Majda Štoviček Štirn
- Ivo Štrakl / Ivo Štrakelj ?
- Anka Štrukelj Fras
- Barbara Štrukelj
- Ciril Štukelj
- Erika Štular
- Jaka Štular
- Mirko Štular
- Borut Šuklje?
- Rapa Šuklje
- Boris Šuligoj
- Rok Šuligoj
- Matej Šurc
- Barbara Šurk
- Silvester Šurla
- Miran Šuštar
- France Šušteršič
- Franšišek Šušteršič
- Mario Šušteršič
- Mitja Švab
- Miloš Švabić
- Tomaž Švagelj
- Janez J. Švajncer
- Miha Švalj
- Karmen Švegl
- Artur Aichi Švarc
- Mladen A. Švarc

## T
- Matjaž Tanko
- David Tasić
- Jana Taškar
- Borut Tavčar
- Igor Tavčar (novinar)
- Ivo Tavčar (1924-2005)
- Marko Tavčar
- Sergio Tavčar
- Vojmir Tavčar
- Simon Tecco
- Janko Tedeško
- Vojmir Tedoldi
- Sandor Tence
- Goran Tenze
- Jasna Tepina
- Jure Tepina
- Tomaž Terček
- Alenka Terlep
- France Terseglav
- Silvo Teršek
- Slavko Tiran
- Tanja Tiselj
- Miran Tišič
- Blaž Tišler
- Ilinka Todorovski
- Taiji Tokuhisa
- Aleksander Toman
- Boris Tomašič
- Martin Tomažin
- Agata Tomažič
- Bojan Tomažič
- Dušan Tomažič, novinar
- Hanzi Tomažič
- Egon Tomc
- Bogdan Tome
- Igor Tominec
- Anton Tomšič
- Marjan Tomšič
- Matevž Tomšič?
- Rajko Topolovec
- Bojan Traven
- Simona Toplak
- Rajko Topolovec
- Jure Trampuš
- Sonja Tramšek
- Igo Tratnik
- Ivica Tratnik Prinčič
- Ksenja Tratnik
- Bojan Traven
- Stane Trbovc
- Srečko Trglec
- Vinko Trinkaus
- Milan Trobič
- Matjaž Trošt
- Lojze Trstenjak
- Toni Tršar
- Juš Turk

## U
- Bogdan Učakar
- Dušan Udovič
- Frane Udovič
- Rudolf Udovič
- Jana Ujčič
- Janez Ujčič
- Miroslav Ulčar
- Irena Ulčar Cvelbar
- Iztok Umer
- Stane Urek
- Mitja Urbančič
- Uroš Urbanija
- Uroš Urbas
- Dušan Uršič – Samo Glavan
- Marica Uršič Zupan
- Rudi Vahen
- Tone Vahen
- Julka Vahen Sever
- Marko Valadžija
- Erik Valenčič
- Rok Valenčič
- Slobodan Valentinčič
- Victor J. Valjavec
- Aleš Varoga
- Mirko Vasle
- Vinko Vasle
- Fran Vatovec
- Jadran Vatovec
- Bojan Velikonja
- Dušan Vendramin
- Matej Venier
- Meta Verbič
- Peter Verč
- (Dejan Verčič)
- Barbara Verdnik
- Gorazd Vesel
- Sergij Vesel
- Boštjan Veselič Golob
- Bojan Veselinovič
- Jože Vetrovec
- Ariana Vetrovec
- Petra Vidali
- Boštjan Videmšek
- Ivan Vidic
- Jana Vidic
- Milan Vidic
- Saša Vidmajer
- Igor Vidmar (& soimenjak v Nm, r. 1963)
- Tit Vidmar
- Rajka Vignjević Pupovac
- Jože Vild
- Jože Vilfan (1947)
- Vinko Vilfan
- Marija Vilfan
- Stanko Virant
- Nika Vistropski
- Boris Višnovec?
- Mojca Vizjak Pavšič
- Slavko Vizovišek
- Livijo Vižintin
- (Igor Vobič)
- Nina Vobič Arlič
- Emil Vodeb (1880-1921)
- Valentin Vodnik
- Dejan Vodovnik
- Vladimir Vodušek
- France Vogrinc
- Anže Voh Boštic
- Metka Volčič
- Mitja (Dimitrij) Volčič
- Sara Volčič
- Jože Volfand
- Gita Vončina
- Tamara Vonta
- Mitja (Demetrij) Volčič
- Sergej Vošnjak
- Stanislav Vovk
- Tone Vrabl
- Jule Vrbič
- Branko Vrčon
- Franjo Vrčon
- Aljoša Vrečar
- France Vrečar
- France Vreg
- Mile Vreg
- Drago Vresnik
- Vili Vuk
- Katarina Vukovič
- France Vurnik
- Vili Vybihal

## V
- Nika Vajda
- Milan Vogel
- Ana Vojnović Zorman

## W
- Dušan Waldhütter
- Marko Waltritsch
- Monika Weiss
- Rado Wuttej

## Z
- Ludvik Zadnik
- Janez Zadnikar
- Miha Zadnikar
- Jože Zadravec (1939-2023)
- Nina Zagoričnik
- Melita Zajc
- Neva Zajc
- Srečo Zajc
- Rado Zakonjšek
- Miro Zakrajšek
- Vojko Zakrajšek
- Viktor Zalar
- Uršula Zaletelj
- Jože Zamljen
- Nataša Zanuttini
- Cveto Zaplotnik
- Bojan Zavašnik
- Anuška Zavrl Delić
- Franci Zavrl
- Braco Zavrnik?
- Lada Zei
- Vida Zei
- Zlatko Zei
- Blaž Zgaga
- Darja Zgonc
- Ivan Zika?
- Marijan Zlobec
- Ivo (Janez) Zor
- Ivan Zoran
- Alenka Zor-Simoniti
- Marko Zorko
- Zvone Zorko
- Barbara Zrimšek
- Pavle Zrimšek
- Primož Zrnec
- Florjan Zupan
- Tadeja Zupan Arsov
- Jože Zupančič
- Jelka Zupanič
- Tadej Zupančič
- Darka Zvonar Predan
- Matej Zwitter

## Ž
- Boštjan Žagar
- Ivo Žajdela
- Štefan Žargi
- Franjo Žebot
- Dora Žebot Lavrenčič
- Maja Žel Nolda
- Alfred Železnik
- Neva Železnik
- Aleksander Železnikar
- Ivan Železnikar
- Dušan Željeznov
- Ali (Aleksander) Žerdin
- Feri Žerdin
- Ivan Žerjal
- Borut Žerjav
- Peter Žerjavič
- Marjan Žiberna
- Miha Žibrat
- Andreja Žibret Ifko
- Rozika Žigon
- Damjana Žišt
- Stojan Žitko
- Edvard Žitnik
- Ignacij Žitnik
- Majda Žlender
- Anita Žmahar
- Breda Žnidarič
- Erika Žnidaršič
- Miha Žorž
- Bojana Žukov-Gregorič
- Branko Žunec
- Jože Župančič
- Nande Žužek

1. ↑  Dvoršak, Andrej (1994). V znamenju lože. SLON.